# القصر الرئاسي (تركيا)
القصر الرئاسي بتركيا (بالتركية: Cumhurbaşkanlığı Sarayı)‏، هو الإقامة الرسمية لرؤساء تركيا. يقع القصر في منطقة بشتبيه في العاصمة التركية أنقرة. وافتتح رسميا من قبل الرئيس رجب طيب أردوغان في 29 أكتوبر 2014. وقد بلغت كلفة بنائه 491 مليون يورو.

## تاريخ
مع وجود العديد من الحقول الفارغة في العاصمة، اختار الرئيس أردوغان تثبيت القصر الرئاسي الجديد في وسط غابة أسست من قِبل مصطفى كمال أتاتورك مؤسس الجمهورية التركية في عام 1923. واحتج المدافعون عن البيئة على هذا البناء في واحدة من المساحات الخضراء القليلة في أنقرة.

## المجمع
يتكون المجمع من مبنى رئيسي ومبنيي الدعم الآخرين لاستخدامهما لعقد اجتماعات مع رؤساء الدول والزائرين وكبار الشخصيات. ويغطي مساحة 300 000 متر مربع. مستوحاة من العمارة السلجوقية. يتكون القصر الرئاسي الجديد من ما لا يقل عن 1 150 غرفة، بيوت ضيافة إضافية، حديقة نباتية، غرفة عمليات مع الأقمار الصناعية وأنظمة الاتصالات العسكرية وتحصينات قادرة على صد هجوم بالأسلحة البيولوجية والنووية والكيميائية، وحديقة ومركز مؤتمرات. ويوظف المجمع تدابير أمنية مشددة مع عزل إضافي ضد التنصت على المكالمات الهاتفية.
ما زال لم يتم حتى الآن الانتهاء من بناء المجمع الرئاسي الجديد، بما في ذلك إقامة جديدة لأسرة الرئيس مع ما يقدر بـ250 غرفة، مسجد بسعة 4 000 شخص، كما سيتم بناء مركز ثقافي.
يحتوي القصر الرئاسي أيضا مختبرا خاصا للكشف عن الأخطار النووية والبيولوجية والكيميائية التي يمكن استخدامها في هجوم ضد الرئيس. وكان شفيق بيركيي المهندس الرئيسي للقصر.

## الانتقادات
انتُقدت الحكومة بسبب تكلفة القصر العالية والمفروشات الفخمة، كما انتَقدت أحزاب المعارضة والمنظمات غير الحكومية الرئيس رجب طيب أردوغان لهدره الموارد في البلاد. بالإضافة إلى ذلك، أفضت تقارير في وسائل الإعلام المعارضة إلى أن عملية البناء شابتها فساد على نطاق واسع، مما يشير إلى أن شركة البناء حصلت على أرباح تزيد على 1 000 في المئة وانتهكت اللوائح التي وضعتها وزارة البيئة والتخطيط العمراني.
تكلفة الزجاج المستورد المستخدم في واجهات القصر بلغت أكثر من 700 مليون ليرة تركية وفقا لفرع أنقرة لغرفة المهندسين المعماريين. هذا الرقم، على أساس التقديرات المقدمة من قبل موردي الزجاج على تكلفة الزجاج مع الصفات مماثلة، وهو ما يقرب من نصف التكلفة الرسمية الإجمالية للقصر بأكمله البالغة 1.37 مليار ليرة. كان هناك أيضا جدل نظرا لاستخدام واسع من الرخام المستورد بقيمة 3 000 يورو لكل متر مربع. ووفقا لبيان صادر عن فرع أنقرة للاتحاد التركي للمهندسين والمعماريين فإن نوعيةً من الرخام المستورد من إيطاليا استخدمت لتزيين أحواض السباحة، والحمامات، وحمامات البخار، والمنتجعات الصحية داخل القصر. وادّعى النقاد الإسراف مضيعة لأموال الميزانية في الوقت الذي قلل الرئيس أردوغان من الانتقادات، مصرا على أن القصر الذي قال أنه سيطلق عليه اسم «المجمع الرئاسي» يعزز من سمعة تركيا.